# Contagiosità
Per contagiosità si intende la capacità (facilità o meno) di una noxa patogena di trasmettersi da un ospite eliminatore (sia esso portatore sano o malato) a un ospite recettivo attraverso le vie di trasmissione tipiche per quell'agente patogeno. Il termine noxa deriva dal latino e significa danno; in medicina sta a indicare qualsiasi elemento che agisca sull'organismo provocando una patologia.
La contagiosità dipende da molti fattori. Alcuni esempi possono essere:
- la resistenza nell'ambiente dell'agente infettivo
- la quantità di noxa che viene escreta dall'ospite eliminatore
- la necessità da parte della noxa a dover compiere cicli biologici in più specie differenti (vedi ad esempio il Plasmodium Falciparum)
- la necessità di ritrovarsi in uno stato particolare del suo ciclo vitale (vedi il Clostridium Tetani, che per dare la patologia deve ritrovarsi in stato di spora)
- la necessità di penetrare attraverso lesioni di continuo (vedi sempre il tetano): di conseguenza perché avvenga il contagio il soggetto recettivo deve ferirsi.

## Classificazione degli agenti eziologici
- Agenti Eziologici con nulla contagiosità: tripanosomi, tetano, botulino, carbonchio, ecc.
- Agenti Eziologici con bassa contagiosità: virus della rabbia, meningococco, ecc.
- Agenti Eziologici con alta contagiosità: febbri emorragiche (lassa, marburg, ebola...), virus influenzale, ecc.